# Haaksbergerveen
Het Haaksbergerveen is een deelgebied in het Buurserzand & Haaksbergerveen. Het is een hoogveenachtig natuurgebied van circa 500 hectare in het grensgebied van de Nederlandse provincie Overijssel en Duitsland. Het ligt ten zuiden van Enschede in het oosten van de gemeente Haaksbergen. 
Samen met het (over de Duitse grens gelegen) Ammeloër Venn (70 ha groot) en onder meer het Aamsveen en het Witte Veen maakt het Haaksbergerveen deel uit van de restanten van een uitgestrekt hoogveengebied in de grensstreek tussen Duitsland en Nederland. In het kader van de Ecologische hoofdstructuur tracht men deze natuurgebieden beter op elkaar te laten aansluiten.
Het Haaksbergerveen bestaat voor een groot deel uit een deels vergraven hoogveengebied. Het ontstaan daarvan werd bevorderd doordat onder dit gebied op zo'n 4 tot 7 meter diepte een schotelvormige en voor water slecht doorlaatbare keileemlaag ligt. Daardoor wordt het water hier goed vastgehouden. 

## Geschiedenis
Halverwege de 19e eeuw, na de opheffing van de Marken, werd het veen in vele kleine snippertjes verdeeld en verkocht aan de boeren in de omgeving, die er op kleinschalige wijze hebben verveend. 
Kort na het uitbreken van de Tweede Wereldoorlog is het veen door de regering vrijwel zonder vergoeding onteigend om te dienen als werkverschaffingsobject voor werklozen. De oorlog heeft de ontginning echter onmogelijk gemaakt. Omdat het Rijk vond dat onteigend land niet kon teruggegeven ontstond veel kwaad bloed bij de boeren. Tussen 1952 en 1956 heeft de Overijsselse Ontginningsmaatschappij nog 300 ha ontgonnen als een van de laatste grote ontginningen in Nederland. Het restant van ca 500 ha vormt het huidige natuurreservaat Haaksbergerveen. In 1959 vond een rampzalige brand plaats.

## Beheer
Het Staatsbosbeheer streeft naar herstel van het hoogveen. Men spreekt van "aangetast hoogveen, waarvan herstel nog mogelijk is". Gunstig is de slecht doorlatende bodem, de kleinschalige verveningsstructuur met vooral veenputten en de beheersmaatregelen die enkele decennia geleden genomen zijn. Er zijn goed functionerende dammen en dijkjes aangelegd om hoge en stabiele waterpeilen te bereiken en het weglekken van water uit het gebied te voorkomen. In grote delen is al een begin van herstel te zien, doordat oude veenpakketten in een soort drijftillen zijn veranderd. Daarop heeft zich een bijzondere vegetatie gevestigd die lijkt op die van veenheiden.

## Flora en Fauna
In het Haaksbergerveen treft men een typische hoogveenvegetatie aan met soorten als eenarig wollegras, zonnedauw en klokjesgentiaan. Daarnaast zijn er fraaie overgangen naar een basenrijk leemlandschap.  
Opvallende broedvogelsoorten zijn geelgors, wulp, grauwe klauwier, de gras- en boompieper, roodborsttapuit en blauwborst. Trekvogels zijn zeldzame kraanvogel en de grauwe gans.
Bijzondere wintergasten zijn de Klapekster en de Blauwe Kiekendief. 
Andere diersoorten waarvoor dit gebied van belang is zijn insecten als libellen en waterjuffers, de vis grote modderkruiper, amfibieën als kamsalamander,  heikikker en boomkikker en reptielen als de ringslang, de levendbarende hagedis en de adder.

## Bescherming
Het Haaksbergerveen is samen met het iets noordelijker gelegen Buurserzand aangewezen als Habitatrichtlijngebied en maakt zodoende deel uit van het Europese natuurnetwerk Natura 2000 onder de naam Buurserzand & Haaksbergerveen. Dit beschermde gebied meet in totaal 1249 ha.